# Tito Barichello
Tito Livio Barichello (Caçador, 2 de janeiro de 1966), também conhecido como  Delegado Tito Barichello é um delegado e político brasileiro filiado ao União Brasil (UNIÃO).

## Biografia
Graduado em direito pela UFPR, possui especialização em direito administrativo e de ciências criminais, e um mestrado no Centro Universitário Curitiba.
Foi professor nas Universidade do Contestado e do UNIARP. E também lecionou na Escola Superior de Polícia Civil do estado do Paraná, e professor convidado na especialização de Unicuritiba.
Trabalhou como advogado criminalista e foi delegado nos estados de Minas Gerais e do Paraná. Recentemente estava trabalhando, na 2° Delegacia de Homicídios e Proteção a Pessoa (DHPP) no Estado do Paraná. Durante esse período, a delegacia por atingir a resolução de 100% de resolução de homicídios na cidade de Curitiba. Como delegado, enfrentou organizações criminosas como PGC,  o PCC e Comando Vermelho.

## Carreira política
Nas eleições estaduais de 2022, foi eleito deputado estadual, pelo União Brasil, para uma cadeira na ALEP com 58.766 votos.
1. ↑  «Candidato Delegado Tito Barichello». Consultado em 14  de fevereiro de 2023
2. ↑  Paraná, Assembleia Legislativa do. «Assembleia Legislativa do Paraná | Tito Barichello». Assembleia Legislativa do Estado do Paraná. Consultado em 14 de fevereiro de 2023